# 长苞小檗
长苞小檗（学名：Berberis bracteata）是小檗科小檗属的植物，是中国的特有植物。分布在中国大陆的云南等地，生长于海拔3,200米至3,300米的地区，多生于山坡向阳岩坡或冷杉林间空地，目前尚未由人工引种栽培。